# Daichi Kamada
Daichi Kamada (jap. 鎌田 大地 Kamada Daichi; ur. 5 sierpnia 1996 w Ehime) – japoński piłkarz występujący na pozycji pomocnika w angielskim klubie Crystal Palace oraz reprezentacji Japonii. Uczestnik Mistrzostw Świata 2022. 

## Życiorys

### Wczesna kariera
W czasach juniorskich trenował w Kids FC, w Gambie Osaka oraz w Higashiyama HS. W 2015 roku został piłkarzem Sagan Tosu. 

### Eintracht Frankfurt
29 czerwca 2017 odszedł do niemieckiego Eintrachtu Frankfurt, podpisując z tym klubem czteroletni kontrakt. W niemieckim klubie pozostał przez sześć lat (choć został wypożyczony do belgijskiego Sint-Truidense w sezonie 2018/2018).

### Lazio Rzym
W sierpniu 2023 przeszedł do Serie A podpisując kontrakt z Lazio Rzym.

## Sukcesy

### Eintracht Frankfurt
- Liga Europy: 2021/2022
- Puchar Niemiec: 2017/18